# EBASEBALLプロ野球スピリッツ2021 グランドスラム
『eBASEBALLプロ野球スピリッツ2021 グランドスラム』（イーベースボールプロやきゅうスピリッツにせんにじゅういち グランドスラム）は、コナミデジタルエンタテインメントより2021年7月8日に発売した日本の野球ゲームソフト。略称は「プロスピ2021」。前年に発売された『eBASEBALLパワフルプロ野球2020』に合わせてタイトルにコナミの野球タイトルによるeスポーツ『eBASEBALL』を冠している。

## 概要
『プロ野球スピリッツ2011』（ニンテンドー3DS）以来10年ぶりとなる任天堂ハードでリリースされた作品。今作はSIEのPlayStationハードでは発売されなかった。
前年に発売された『eBASEBALLパワフルプロ野球2020』と同じく2020東京オリンピックモードを搭載。『プロ野球スピリッツ2013』以来となる侍JAPANが使えるようになった。この関係で福島県営あづま球場が収録されている。また、シリーズ初の4人プレイに対応している。なお、『パワプロ2020』同様に投手が失投した時の球種が『失投（球種名）』と表示されるようになった。

## 各モード
主なモード
- チャンピオンシップ
- ペナントレース
- 対戦
- グランプリ
- ペナントレース
- スタープレイヤー
- トレーニング
- 選手データ
- マイ12球団編成
- 甲子園スピリッツ
- 東京2020オリンピック
- プロ野球速報プレイ(オンラインサービス終了)
- オンライン対戦(オンラインサービス終了)
- ホームラン競争
- プロスピ入門
- プロスピショップ
- 設定

## パッケージ選手
プロ野球スピリッツシリーズのパッケージ表紙は、前年に活躍した選手の写真が1チームにつき1人載ることが通例となっている。「eBASEBALLプロ野球スピリッツ2021グランドスラム」においてパッケージの表紙を飾った選手は以下の12名。
- 千賀滉大（福岡ソフトバンクホークス）
- 安田尚憲（千葉ロッテマリーンズ）
- 増田達至（埼玉西武ライオンズ）
- 浅村栄斗（東北楽天ゴールデンイーグルス）
- 中田翔（北海道日本ハムファイターズ[注釈 1]）
- 山本由伸（オリックス・バファローズ）
- 岡本和真（読売ジャイアンツ）
- 大山悠輔（阪神タイガース）
- 大野雄大（中日ドラゴンズ）
- 佐野恵太（横浜DeNAベイスターズ）
- 森下暢仁（広島東洋カープ）
- 村上宗隆（東京ヤクルトスワローズ）

## イチローとのコラボ企画
2022年2月22日、MLBのシアトル・マリナーズの会長付特別補佐兼インストラクターであるイチローと本作並びに「EBASEBALLパワフルプロ野球2022」、「プロ野球スピリッツA」、「パワプロアプリ」、「パワプロクンポケットR」とのコラボレーション企画の一環でイチローが本作に登場することが発表された。
2022年3月23日に配信開始のアップデートで、OB選手としてイチローの配信がスタート。なお、オリックス・ブルーウェーブ（当時）時代の1994年と2000年のデータをベースにした2つのものを用意されている。
また、2022年3月23日配信のアップデート後のタイトル画面はイチローが飾っている。

## 実際のプロ野球との相違点
- 球場内の客席の構造が2020年度時点のものになっており、特に大規模改修が行われたメットライフドームは外野席が芝のままなど実物とは大きく異なる。また2022年からは『ベルーナドーム』に名称変更となった。しかしこちらは2022年のデータ更新版においても、実況や表記は変更された一方で球場内の看板は変わっておらず、バックスクリーンの看板表記はメットライフドームのままである。そのほか東京ドームも2022年に大型ビジョンが改修されるなどしたが、本作の2022年データ更新版においても実装されていない。
- ビデオ映像によるリプレー検証を求める事が出来るリクエスト制度がない。

## 選手・監督・コーチ
12球団の2021年5月時点での現役支配下登録選手らが収録されている。選手の能力は活躍に応じて更新される。（LIVE能力）
なお今作でも育成選手は収録されていない。（但し現実のプロ野球で支配下登録を受けた選手はアップデートで収録される）
既に契約解除しているアダム・コンリー（元楽天）、ブランドン・ディクソン（元オリックス）、清田育宏（元ロッテ）もフリー枠にて収録されている。
また、下記の海外移籍選手や監督、コーチ（一部を除く）もゲーム内通貨「VP」を使用して選手として獲得することができる。獲得した海外移籍選手や監督、コーチはフリー枠に登録される。（マイ12球団編成モードからアレンジチームに登録可能。）
| 球団           | 監督                | 投手コーチ     | 内野守備走塁コーチ | 外野守備走塁コーチ |
| 2021年度データ | 2021年度データ      | 2021年度データ | 2021年度データ     | 2021年度データ     |
| -------------- | ------------------- | -------------- | ------------------ | ------------------ |
| ソフトバンク   | 工藤公康            | 森山良二       | 本多雄一           | 村松有人           |
| ロッテ         | 井口資仁            | 吉井理人       | 森脇浩司           | 大塚明             |
| 西武           | 辻発彦              | 西口文也       | 黒田哲史           | 小関竜也           |
| 楽天           | 石井一久            | 石井貴         | 奈良原浩           | 岡田幸文           |
| 日本ハム       | 栗山英樹            | 荒木大輔       | 飯山裕志           | 上田佳範           |
| オリックス     | 中嶋聡              | 高山郁夫       | 風岡尚幸           | 田口壮             |
| 巨人           | 原辰徳              | 宮本和知       | 元木大介           | 鈴木尚広           |
| 阪神           | 矢野燿大            | 福原忍         | 藤本敦士           | 筒井壮             |
| 中日           | 与田剛              | 阿波野秀幸     | 荒木雅博           | 英智               |
| DeNA           | 三浦大輔            | 木塚敦志       | 永池恭男           | 小池正晃           |
| 広島           | 佐々岡真司          | 永川勝浩       | 玉木朋孝           | 廣瀬純             |
| ヤクルト       | 高津臣吾            | 伊藤智仁       | 森岡良介           | 福地寿樹           |
| 2022年度データ |                     |                |                    |                    |
| ヤクルト       | 高津臣吾            | 伊藤智仁       | 森岡良介           | 佐藤真一           |
| 阪神           | 矢野燿大            | 福原忍         | 藤本敦士           | 筒井壮             |
| 巨人           | 原辰徳              | 山口鉄也       | 村田修一           | 亀井善行           |
| 広島           | 佐々岡真司          | 高橋建         | 小窪哲也           | 河田雄祐           |
| 中日           | 立浪和義            | 大塚晶文       | 荒木雅博           | 大西崇之           |
| DeNA           | 三浦大輔            | 木塚敦志       | 田中浩康           | 小池正晃           |
| オリックス     | 中嶋聡              | 高山郁夫       | 風岡尚幸           | 田口壮             |
| ロッテ         | 井口資仁            | 小野晋吾       | 森脇浩司           | 大塚明             |
| 楽天           | 石井一久            | 石井貴         | 奈良原浩           | 佐竹学             |
| ソフトバンク   | 藤本博史            | 森山良二       | 本多雄一           | 村松有人           |
| 日本ハム       | BIGBOSS（新庄剛志） | 武田勝         | 稲田直人           | 紺田敏正           |
| 西武           | 辻発彦              | 豊田清         | 黒田哲史           | 佐藤友亮           |

海外移籍選手・OB選手
- 大谷翔平（日本ハム→ロサンゼルス・エンゼルス）
- 前田健太（広島→ロサンゼルス・ドジャース→ミネソタ・ツインズ）
- ダルビッシュ有 (日本ハム→ … →サンディエゴ・パドレス）
- 筒香嘉智（DeNA→タンパベイ・レイズ→ロサンゼルス・ドジャース[7]→ピッツバーグ・パイレーツ[8]）
- 山口俊（巨人→トロント・ブルージェイズ→ … →巨人[9])
- 秋山翔吾（西武→シンシナティ・レッズ→ … →広島[10]）
- 菊池雄星（西武→シアトル・マリナーズ→トロント・ブルージェイズ[11]）
- 澤村拓一（ロッテ→ボストン・レッドソックス）
- 有原航平（日本ハム→テキサス・レンジャーズ[12]）
- 鈴木誠也（広島→シカゴ・カブス[11]）
- 城島健司（ソフトバンク→シアトル・マリナーズ→阪神）
- 藤川球児（阪神→シカゴ・カブス→ … →阪神）
- イチロー（1994年・2000年）（オリックス→シアトル・マリナーズ→ニューヨーク・ヤンキース→ … →シアトル・マリナーズ）

## 選手以外の登場人物
- スポーツ記者 - 斉藤高広
- 野球データ会社スタッフ - 矢野賢
- パーソナルトレーナー - 安井慎介
- 球団スタッフ - 町田雄一郎[13]
- スタープレイヤー交友相手（彼女候補）
  - 貴島明日香（タレント）
  - 似鳥沙也加（スポーツショップ店員）
  - ゆきりぬ（動画クリエイター）[14]
- 甲子園スピリッツ 
  - 江藤監督 （育成高校監督役）
  - 立花紫音（2→3年生マネージャー役）
  - あかせあかり（2→3年生マネージャー役）
  - 沢口愛華（1→2年生マネージャー役）
  - 森崎はるか（野球部顧問役）[15][16]
  - 優月（オリジナル選手の妹役）
  - イチロー （育成高校指導役）「2022年シーズンのみ」

声の出演
- 実況 - 三橋泰介
- 解説者 
  - 小宮山悟
  - 仁志敏久[注釈 3]
  - 赤星憲広
  - 里崎智也
- ウグイス嬢 - 伴野文香
- スタジアムDJ - 中野耕史